# NGC 891
NGC 891（Caldwell 23）は、アンドロメダ座の方角に地球から約3000万光年の距離にある非棒状渦巻銀河である。1784年10月6日にウィリアム・ハーシェルが発見した。この銀河は、おとめ座超銀河団にあるNGC 1023銀河群を構成する銀河であり、H II核を持つ。
小型から中型の望遠鏡を用いて、大きな塵の帯を持つ微かな長細い光りのしみとして見ることができる。
1999年、ハッブル宇宙望遠鏡がNGC 891を赤外線で撮影した。
2005年、科学的な興味から、NGC 891が大双眼望遠鏡のファーストライトの対象として選ばれた。
1986年8月21日には、視等級14の超新星SN 1986Jが発見された。

## 特異性
この銀河は、我々の銀河を銀河系の端から見た時のような見かけであるが、近年の高分解能の画像において、塵のディスク中に異常なフィラメント状の構造が見られる。これらのパターンは、銀河円盤から銀河ハローにも広がっており、超新星爆発が銀河円盤を銀河ハローに向かって吹き飛ばしたものと推測されている。また、周囲の恒星の光の圧力によってこのような現象が起こっている可能性もある。

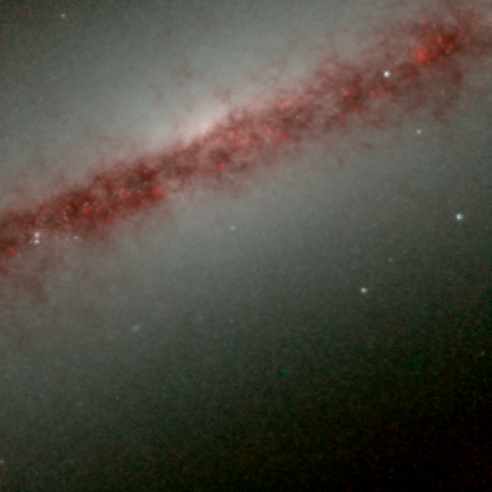
ハッブル宇宙望遠鏡で撮影したNGC 891の近接赤外線画像。Credit: HST/NASA/ESA

Gilbert A. EsquerdoとJohn C. Barentineが赤外線を用いて行った観測で、この銀河は、棒を持ったハッブル分類SBbの銀河である可能性が出てきた。この棒は、もし存在するとすれば、我々から見て真横の向きに存在するため、視認することはできない。この棒の仮説は、中心を回る数十億の恒星の動きが速すぎるという点からも支持される。この銀河は、NGC 925、NGC 949、NGC 959、NGC 1003、NGC 1023、NGC 1058等が含まれるNGC 1023銀河群と呼ばれる小さな銀河群を構成する1つである。
銀河の周辺の光度の低い部分は、親銀河から50kpcもの巨大な渦巻きが出ているような、位相の揃ったいくつかの巨大な下部構造から構成されている。バルジと円盤は、平らで濃密な、長さ15kpc、半径40kpc程の繭のような構造に囲まれている。

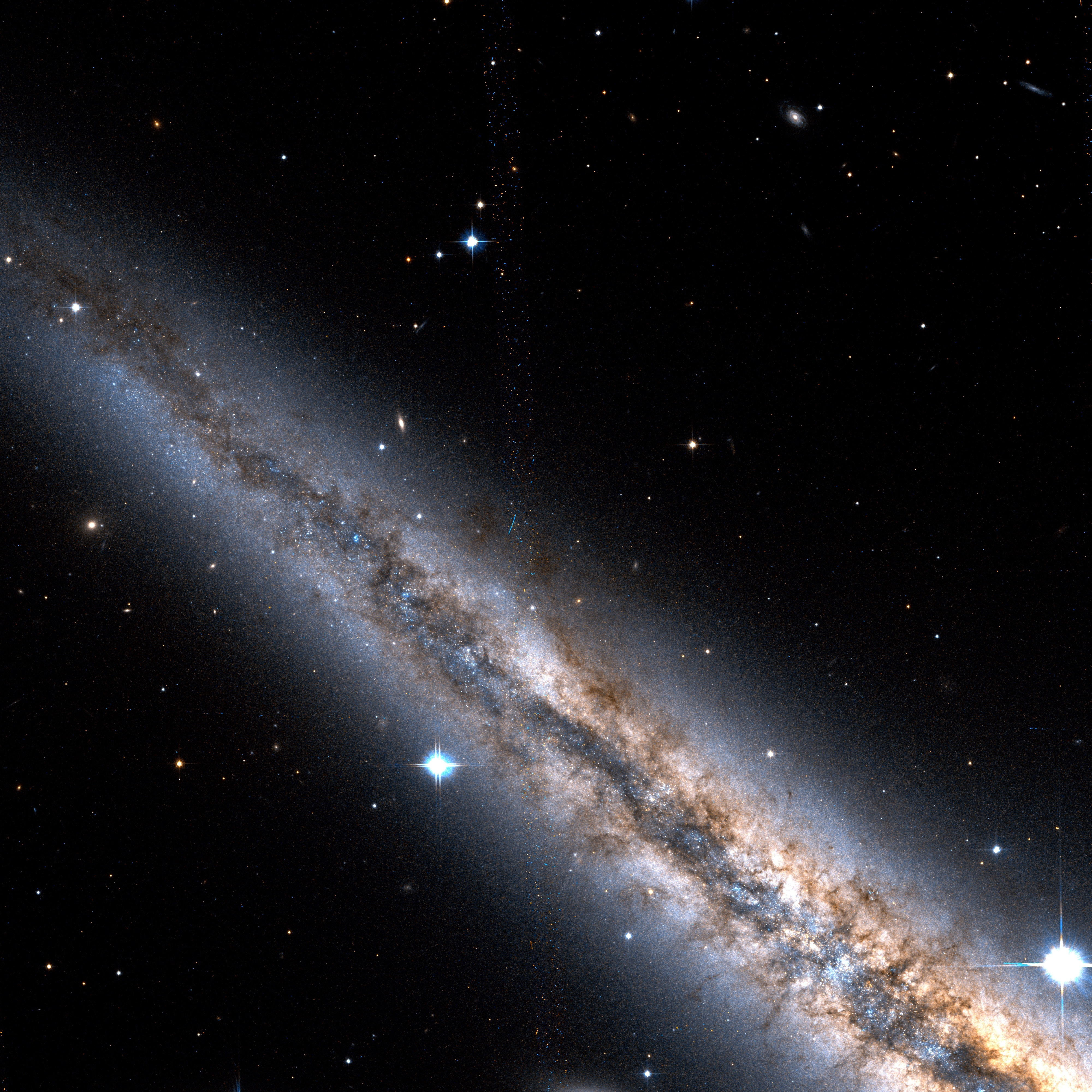
ハッブル宇宙望遠鏡で撮影したNGC 891北部の近接画像。3.24′　Credit: NASA/STScI/WikiSky